# Колдуэлл, Клайв Робертсон
Клайв Робертсон Ко́лдуэлл (англ. Clive Robertson Caldwell по прозвищу Убийца (англ. Killer); 28 июля 1910 — 5 августа 1994) — лучший австралийский лётчик-ас Второй мировой войны, сбивший в составе Королевских ВВС Великобритании (RAF) 27 самолётов противника (не считая 3-х самолётов в группе, 6 не подтверждённых побед и 15 вражеских самолётов, выведенных из строя).

## Биография
Клайв Колдуэлл родился 28 июля 1910 года в пригороде Льюшема (англ. Lewisham), Новый Южный Уэльс (Австралия). В 1938 году состоял в аэроклубе Нового Южного Уэльса (англ. Aero Club of New South Wales), где и научился летать. Когда началась Вторая мировая война, Клайв вступил в Королевские военно-воздушные силы Австралии (RAAF). Колдуэлл хотел стать истребителем, но его возраст был выше допустимой к обучению нормы. Поэтому Клайв изменил данные в своём свидетельстве о рождении и был принят в RAAF. Колдуэлл был направлен на обучение лётчиков по Имперскому воздушно-тренировочному плану (EATS, от англ. Empire Air Training Scheme).

### Вторая мировая война
Клайв Колдуэлл был направлен в 73-ю эскадрилью RAF (англ. No. 73 Squadron RAF), в составе которой Клайв летал на истребителе Хоукер Харрикейн и принял участие в Североафриканской кампании. Однако почти сразу же (в 73-й Колдуэлл сделал всего несколько оперативных вылетов), Клайва перевели в 250-ю эскадрилью (англ. No. 250 Squadron RAF), оснащённую новыми Кёртисс P-40. Эскадрилья принимала участие в Сирийско-Ливанской операции, а затем снова вернулась в Северную Африку. 26 июня 1941 года, во время своего 30-го боевого вылета (подразделение сопровождали бомбардировщики союзников в Ливии), Клайв одержал свою первую воздушную победу.
4 июля 1941 года на глазах у Клайва немецкий пилот расстрелял спускавшегося на парашюте товарища Колдуэлла. Такая практика была принята и у союзников, но считается что именно после этого случая Клайв окончательно укрепился в своём отношении к этому вопросу. Через несколько месяцев журналисты дадут Колдуэллу прозвище «Убийца» (англ. Killer). Причиной для этого прозвища было нежелание Клайва использовать аппаратуру для фотосъёмки вражеских войск. Вместо этого Колдуэлл брал увеличенный боезапас и использовал его, практически без остатка. В одном из интервью Клайв заметит, что никогда не расстреливал тех, кого могли бы взять в плен.
29 августа 1941 года, когда Клайв возвращался в одиночестве на базу, он был атакован двумя Bf.109. Нападавшими были лейтенант Вернер Шрёер (англ. Werner Schröer), самый известный немецкий ас (рекордсменом по числу побед) в Северной Африке, и его ведомый (оба из 27-й истребительной эскадры люфтваффе). «Томогаук» Колдуэлла был сбит, хотя сам он успел сбить ведомого Шрёера и сильно повредить его Bf 109E-7 (в результате чего, Шрёер и покинул место боя).
23 ноября Колдуэлл встретился с ещё одним выдающимся асом противника — гауптманом Вольфгангом Липпертом (англ. Wolfgang Lippert), командиром группы II./JG27, на счету которого было 29 побед. Самолёт Липперта был сбит, а сам он неудачно выпрыгнул и попал в плен (3 декабря, через 10 дней Вольфганг Липперт умер от гангрены). За эту победу Клайв был награждён крестом «За выдающиеся лётные заслуги» (DFC).
5 декабря 1941 года над Ливией Клайв на своём P-40 «Tomahawk» в течение нескольких минут сбил 5 (пять) вражеских пикирующих бомбардировщиков Юнкерс Ю-87. В результате 26 декабря в «London Gazette» вышло сообщение о награждении Клайва Колдуэлла сразу двумя (крест и планка к нему) крестами «За выдающиеся лётные заслуги» (DFC).
24 декабря Клайв подбил вражеский Bf.109, который пилотировал немецкий ас из III группы Jagdgeschwader 27 — Эрбо фон Кагенек (англ. Erbo Graf von Kageneck), одержавший 69 воздушных побед. Колдуэлл отметил, что лишь подбил самолёт аса, однако некоторые источники считают, что фон Кагенек умер через несколько дней от полученных ран.

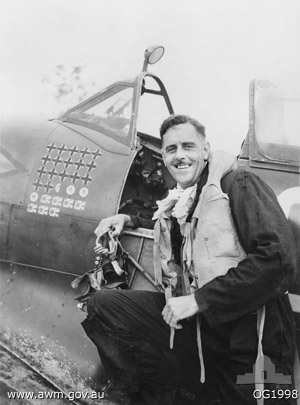
Клайв Колдуэлл демонстрирует список своих побед, 1944 год

В январе 1942 года Колдуэлл получил очередное звание (Squadron Leader) и был назначен командиром 112-й эскадрильи (англ. No. 112 Squadron RAF), самой первой эскадрильи EATS в составе RAF. В её составе в основном находились польские лётчики, именно из-за этого Клайв в дальнейшем будет награждён польским «Крестом храбрых».
В составе эскадрильи Клайв сбил ещё три вражеских самолёта, в числе которых был (24 февраля 1942 года) немецкий ас со 109 победами, лейтенант Ганс-Арнольд Штальшмидт (англ. Hans-Arnold Stahlschmidt). В подразделении Клайва решили, что Bf.109 Штальшмидта рухнет на территории союзников, однако тот смог дотянуть до дружественной территории. В этом же году Колдуэлл был отозван из Северной Африки. На счету Клайва были 22 победы за 550 лётных часов в 300 боевых вылетах.

### Тихоокеанский театр военных действий
В 1942 году Австралия подверглась давлению со стороны Японской империи. Клайв Колдуэл был отозван RAAF и назначен командующим 1-го (истребительного) авиакрыла (англ. No. 1 Wing RAAF), в составе которого находились 54-я эскадрилья RAF (англ. No. 54 Squadron RAF) и 452-я (англ. No. 452 Squadron RAAF) и 457-я (англ. No. 457 Squadron RAAF) эскадрильи Австралийских ВВС. Крыло было оснащено Супермарин Спитфайрами, и в начале 1943 года направлено в Дарвин для отражения японских воздушных налётов. В первый же боевой вылет Колдуэлл сбил два самолёта противника: истребитель Mitsubishi A6M Zero и бомбардировщик Nakajima B5N.
Союзные пилоты редко ввязывались в бои с японскими истребителями, в виду большого расстояния до своих авиабаз в Голландской Ост-Индии. В первое время крыло несло большие потери из-за неопытности пилотов и технических неисправностей Спитфайров в тропиках. В результате подразделение было направлено для участия в Новогвинейской кампании, а на его место возвращена 5-я воздушная армия (5 AF, англ. Fifth Air Force) Военно-воздушных сил Армии США.
17 августа 1943 года над Арафурским морем Клайв сбил свой последний самолёт (Mitsubishi Ki-46). Всего им было сбито 6,5 японских самолёта (6 личных и одна победа в группе). После этого Колдуэлл был назначен командиром 2-й тренировочной группы RAAF (англ. No. 2 Operational Conversion Unit RAAF). 14 октября 1943 года Клайв был награждён орденом «За выдающиеся заслуги». Когда театр военных действий переместился на север, Клайв вернулся в Дарвин, в качестве командира 80-го (истребительного) авиакрыла (англ. No. 80 Wing RAAF).

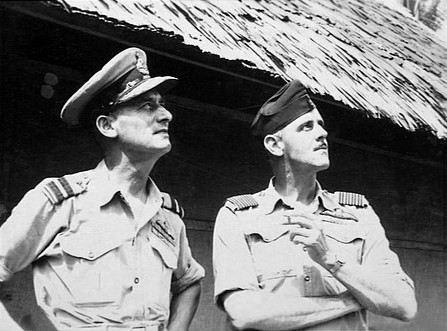
Клайв Колдуэлл и командор Гарри Кобби, герой Первой мировой войны, Моротай, 1945 год

В апреле 1945 года Клайв Колдуэлл проходил службу в Моротае и принимал активное участие в так называемом Моротайском мятеже (англ. Morotai Mutiny). В январе 1946 года военный трибунал понизил Колдуэлла в звании (до Flight Lieutenant) и в феврале Клайв оставил службу.

### Послевоенное время
После войны Колдуэлл работал торговым представителем по закупке самолётов между американской компанией и правительством Филиппин. Затем присоединился к сиднейской компании по экспорту/импорту тканей и вскоре стал её управляющим директором. В 1953 году Колдуэлл становится председателем правления. Под его руководством компания Clive Caldwell (Sales) Pty Ltd была значительно расширена (за счёт открытия дочерних компаний по всему миру).
Клайв Колдуэлл умер в Сиднее 5 августа 1994 года.

## Награды
Кавалер ордена «За выдающиеся заслуги» (DSO);
 Кавалер креста «За выдающиеся лётные заслуги» (DFC) и планки к нему;
 Кавалер звезды «Экипаж над небом Европы»;
 Кавалер «Звёзды 1939—1945»;
 Кавалер «Звёзды Африки» со знаком участника Североафриканской кампании;
 Кавалер «Тихоокеанской Звезды»;
 Медаль службы Австралии 1939—1945;
 Военный знак отличия «Крест храбрых» (Польша).